# Sehnsucht Special Edition
Sehnsucht Special Edition es una producción de Lacrimosa a diferencia de la edición estándar esta incluye 6 de los 10 tracks en versiones alternativas. La edición especial viene en digipak y fue lanzada el 8 de mayo de 2009.
Algo que cabe resaltar de esta edición es su portada, su booklet  y el diseño del CD que en su totalidad está impreso a color, a diferencia de todos los trabajos anteriores todo el material visual había sido impreso en blanco y negro esto refiriéndose a los disco de audio.

## Canciones
* 1. Die Sehnsucht in mir - 8:03
* 2. Mandira Nabula (Special Version) - 5:35
* 3. A.u.S. (Special Version) - 7:14
* 4. Feuer - 4:22
* 5. A prayer for your heart - 5:13
* 6. I lost my star in Krasnodar (Special Version) - 5:39
* 7. Die Taube (william van der sar) - 7:28
* 8. Call me with the voice of love (Special Version) - 3:49
* 9. Der tote Winkel (Special Version) - 5:23
* 10. Koma (Special Version) - 9:09